# آدم ليفين (سياسي)
آدم ليفين هو سياسي أمريكي، ولد في 15 يناير 1969.